# Рибчинецька дубина
Урочище «Рибчине́цька дуби́на» — зоологічна пам'ятка природи загальнодержавного значення. Розташована в межах Хмільницького району Вінницької області, неподалік від села Рибчинці.
Площа 40 га. Створена в 1975 р.
Охороняються ділянка лісу в долині річки Сниводи, що є місцем гніздування птахів. Деревна рослинність представлена дубом звичайним, вільхою, ялиною європейською тощо. На деревах — рідкісна колонія кібчиків.
В урочищі є насадження ялини, вільхи та молодого дуба. У цьому невеличкому ліску є мальовничі куточки: зелені трави, розкидисті ялини, стрункі зелени піраміди. 
Популярність йому принесли дрібні соколи — кібчики. Кібці менші за граків, але сміливіші та більш войовничі. Однією з причин такого масового поселення цих сокілків стала гніздова колонія граків, у якій вони поселилися. Відомо, що це гордовите соколине плем'я гнізд не будує, а займає вільні гнізда інших птахів. «Прилетівши пізніше граків, кібці претендують на „житлову площу“, вони приступом захоплюють гнізда … і виганяють граків. Кібці дуже гарні птахи, і для фотолюбителів це дуже рідкісний і бажаний об'єкт». (З книги Любчака О. О. Чарівне Поділля). Світлини такого птаха залишать добру згадку про цікаву подорож. Зустріч з цими птахами в природі завжди викликає захоплення та справляє незабутнє враження. У цьому невеличкому куточку Ви зможете зустрітись з небезпечним звіром — вовком.